# Vérité ou Conséquences, première partie
Pour les articles homonymes, voir Truth or Consequences.
Vérité ou Conséquences, première partie (The Zygon Invasion en VO, littéralement : L'invasion des Zygons) est le septième épisode la neuvième saison de la seconde série de la série télévisée britannique de science-fiction Doctor Who, diffusé sur la BBC le 31 octobre 2015.

## Accroche
Des humains et des Zygons disparaissent. Sous les rues de Grande-Bretagne, des cosses extra-terrestres croissent dans des cavernes secrètes. Le Docteur, Clara et des agents d'UNIT se retrouvent à devoir enquêter en Angleterre ainsi que dans une région reculée du monde.

## Distribution
- Peter Capaldi : Le Docteur
- Jenna Coleman : Clara Oswald / Bonnie
- Ingrid Oliver : Osgood
- Jemma Redgrave: Kate Lethbridge-Stewart
- Rebecca Front : Colonel Walsh
- Jaye Griffiths : Jac
- Cleopatra Dickens : Claudette
- Sasha Dickens : Jemima
- Abhishek Singh : Sandeep
- Samila Kularatne : Mère de Sandeep
- Todd Kramer : Hitchley
- Jill Winternitz : Lisa
- Gretchen Egolf : Norlander
- Karen Mann : Mère d'Hitchley
- Aidan Cook : Zygon
- Tom Wilton : Second Zygon
- Nicholas Briggs : Voix des Zygons (non crédité)

## Résumé
Après la dernière tentative des Zygons de s'infiltrer sur Terre, un cessez-le-feu est conclu et il existe deux versions de la scientifique d'UNIT, Osgood, l'une étant humaine, l'autre étant un Zygon. Se considérant comme sœurs, elles ont entre leur main une boite permettant de gérer un éventuel ultimatum afin que les 20 millions de Zygons présents incognito sur Terre puissent vivre en paix au milieu des humains. Toutefois à la suite de la mort d'Osgood des mains de Missy, l'autre Osgood semble avoir disparu. Celle-ci envoie toutefois un message au Docteur depuis la petite ville de Truth or Consequences au Nouveau-Mexique : le scénario cauchemardesque vient d'arriver.
Le Docteur arrive sur Terre et s'entretient avec deux dirigeants Zygons, déguisées en fillettes, peu de temps avant leur capture. Il tente d'appeler Clara avant de se rendre dans le Quartier général d'UNIT dirigé par Kate Stewart. Ils viennent de recevoir une vidéo de séparatistes Zygons tuant les deux dirigeants. Osgood se trouve dans un village du Turmezistan, déclarant que ceux-ci veulent entrer en guerre. Kate souhaite que le Docteur lui donne le Z67, un gaz neurotoxique qui infecterait les Zygons, mais celui-ci refuse et souhaite une solution du conflit moins guerrière. Clara les rejoint après avoir tenté de discuter avec ses voisins de palier dont l'attitude semblait étrange, sous-entendant qu'ils ont été changés par des Zygons. Kate part à Truth or Consequences, le Docteur prend l'avion afin de voyager jusqu'au Turmezistan et Clara reste avec Jac, la conseillère scientifique d'UNIT.
Au Turmeszistan, le Docteur se retrouve face à des soldats d'UNIT qui refusent de bombarder un village car les Zygons ont pris l'apparence de leurs proches et tentent un assaut à l'intérieur de la chapelle de la ville. Toutefois, surpris par le fait qu'ils ressemblent à des membres de leurs familles, ils sont attirés à l'intérieur et tués. Le Docteur découvre tout de même Osgood enfermée dans la crypte de la chapelle, la libère et réussit à capturer un Zygon. Tous repartent dans l'avion où le Docteur interroge le Zygon. 
Au nouveau-Mexique, Kate retrouve la ville de Truth or Conséquences vide. Le seul être vivant restant, le shériff Norlander, lui explique ce qu'il est arrivé : une famille de Zygons s'est rebellée à la suite de la mort de leur enfant tué par les humains. Norlander est-elle-même un Zygon et s'en prend à Kate. 
Clara et Jac découvrent le secret des voisins de Clara, et découvrent un tunnel caché sous son immeuble. Apparemment les Zygons auraient laissés d'immenses tunnels sous les villes afin de se déplacer. Une troupe d'UNIT tente de les explorer en compagnie de Jac et Clara, mais finit par être piégée, et tout le monde est tué par les Zygons : Clara s'avère en réalité avoir été enlevée à la suite de sa visite chez ses voisins un peu plus tôt et remplacée alors par un double Zygon qui se surnomme Bonnie. Ayant les ressources d'UNIT entre les mains, Bonnie récupère un lance-roquettes et passe différents appels : elle apprend que Kate Stewart est morte et elle discute une dernière fois avec le Docteur avant de provoquer l'explosion de son avion.

### Continuité
- Le Docteur mentionne le moment où il a embrassé un Zygon déguisé en Élisabeth Ire dans Le Jour du Docteur[2],[3].
- Un portrait du Premier Docteur est montré furtivement dans l'escalier de la UNIT Safe House[4].
- Dans l'introduction, l'une des deux Osgood porte une cravate et un chandail avec des points d'interrogations (en référence au costume du septième Docteur), tandis que l'autre porte l'écharpe du quatrième Docteur, comme dans Le Jour du Docteur. Plus tard dans l'épisode, le Docteur retrouve Osgood, qui porte alors un col blanc avec deux points d'interrogation rouges, lui-même porté par les quatrième, cinquième, sixième et septième incarnations du Seigneur du Temps. La mort d'une des Osgood par Missy a eu lieu dans l'épisode de 2014 Mort au paradis[2],[5],[6]. Le Docteur retrouve le statut de « Président du monde » qu'il avait dans cet épisode[7].
- Le fait que Osgood soit devenue une hybride continue l'arc autour de cette notion qui dure depuis le début de la saison[8].
- Kate Stewart parle de la tentative d'invasion des Zygons dans Terror of the Zygons en expliquant qu'il s'est probablement passé dans les années 1970 ou 1980 en référence aux erreurs de datage de la série[5],[9] et elle fait référence, sans le nommer, au personnage de Harry Sullivan[3], médecin à UNIT et ancien compagnon du quatrième Docteur, et qui aurait inventé le Z67. De plus, la solution radicale de Kate consistant à bombarder les Zygons rappelle celle utilisée par son père dans l'épisode Doctor Who and the Silurians. Le fait qu'ils ne soient plus obligés d'utiliser le corps d'une personne vivante pour se changer avait d'ailleurs été introduit dans un épisode audio dérivé de la série.
- Le Docteur, arrivé à la base UNIT au Turmeszistan se présente à un agent qui lui rétorque « Oui, nous savons qui vous êtes », réplique couramment associée au personnage d'Harriet Jones pendant les saisons 1, 2 et 4 de l'ère du dixième docteur.